# Luciocyprinus striolatus
Luciocyprinus striolatus, in Laos Pba Kang
genannt, ist ein großer asiatischer Raubfisch aus der Familie der Karpfenfische.

## Verbreitung
Luciocyprinus striolatus lebt endemisch im Ober- und Mittellauf des Mekongs in Yunnan/China und Laos. Besonders häufig wurde die Fischart im Fluss Nam Theun, einem Nebenfluss des laotischen Mekongs beobachtet.

## Beschreibung und Lebensweise
Luciocyprinus striolatus, übersetzt „Hechtkarpfen“, hat einen stromlinienförmigen Körper, eine bläuliche Färbung mit dunklen Flecken.
Er kann bis über 2 Meter lang und etwa 50 Kilogramm schwer werden. Es wird sogar von Ausnahmefischen von über 3 Meter Körperlänge bei einem Gewicht über 100 Kilogramm berichtet.
Luciocyprinus striolatus ist überwiegend piscivor, erbeutet im Nam-Theun-Becken Vögel und kleine Rhesusaffen (Macaca mulatta), die im Sprung auf ins Wasser hängende Äste der Uferregion erwischt werden können. Seine häufigsten Beutefische sind andere Karpfenarten und Welse der Spezies Mystus microphthalmus.
Der Raubfisch hält sich bevorzugt in großen tiefen Flüssen mit langsamer Strömung auf.
Während der Trockenzeit in den Monaten Januar bis Februar bricht Luciocyprinus striolatus zu Wanderzügen in seine Laichregion auf. Durch den Nakai-Staudamm am Nam Theun sind diese Wanderrouten unterbrochen.
Die Art gilt als vom Aussterben bedroht. Die Luciocyprinus-Population im Tal des Nam Theun gilt dabei noch als die stabilste.